# Muskaryna
Muskaryna – organiczny związek chemiczny, trujący alkaloid wielu grzybów, między innymi muchomora czerwonego (0,1–0,3%), strzępiaków, lejkówek i gołąbka ceglastego.
Muskaryna jest parasympatykomimetyczną substancją działającą już 15-30 minut po spożyciu. Zatrucie może objawiać się mdłościami i wymiotami, ślinieniem, łzawieniem, biegunką, rozmyciem obrazu oraz trudnościami z oddychaniem, utrzymuje się ono około 2 godzin. Przypadki śmiertelnego zatrucia zdarzają się rzadko; mogą być one spowodowane depresją układu oddechowego lub zawałem serca. Ponadto w wymienionych grzybach znajdują się jeszcze inne toksyny (np. kwas ibotenowy, muscymol, muskazon i związki izoksazolowe w muchomorze plamistym).
Dawka śmiertelna dla dorosłego człowieka wynosi 0,3–0,5 g.
Specyficzną odtrutką w zatruciu muskaryną jest atropina.